# 拉科齊·捷爾吉一世
拉科齊·捷爾吉一世（匈牙利語：I. Rákóczi György，1593年6月8日—1648年10月11日），特兰西瓦尼亚大公，1630年至1648年在位。

## 家庭
拉科齊·捷爾吉的妻子名為羅蘭菲·蘇珊娜，兩人共有兩個兒子：
1. 捷爾吉二世（1621年—1660年）
2. 齊格蒙德（1622年—1652年）